# Jozafat
Jozafat – imię męskie pochodzenia semickiego, teoforyczne, hebr. יהושפט (Jehoszafat), oznaczające "Bóg osądził"; jego synonimem jest imię Abidan. W Polsce była w użyciu również forma Józefat lub Józafat, powstała przez pomieszanie Jozafata z Józefem. Do pewnej popularności tego imienia w Polsce przyczynił się św. Jozafat Kuncewicz, żyjący w XVII wieku, męczennik, unicki arcybiskup połocki.
Żeński odpowiednik: Jozafata
Jozafat imieniny obchodzi 11 listopada, 12 listopada, 17 listopada i 27 listopada.
Imię to nosił m.in.
- Jozafat, król Judy.
- św. Jozafat Kuncewicz
- Józafat Zielonacki
- Władysław Jozafat Sapieha, wojewoda brzeskolitewski
- św. Jozafat (książę indyjski)